# Maminčin zámek
Maminčin zámek (v originále Le Château de ma mère) je francouzský hraný film z roku 1990, který režíroval Yves Robert podle stejnojmenného románu z cyklu Jak voní tymián od Marcela Pagnola vydaného v roce 1957. Snímek měl světovou premiéru dne 26. října 1990. Jedná se o pokračování filmu Tatínkova sláva z téhož roku.

## Děj
Mladý Marcel Pagnol tráví letní prázdniny se svou rodinou ve starém venkovském domě v kopcích nad Marseille. Při jedné z cest se Marcelův otec Joseph rozhodne zkrátil si procházku přes soukromý pozemek. Tím se Pagnolova rodina ocitne v zahradě u Château de la Buzine.
Marcel se brzy zamiluje do domýšlivé Isabelle Cassignolové, dcery údajně bohatého básníka na dovolené v La Treille. Mladý chlapec, zaslepený láskou, manipulovaný Isabelle, brzy opustí svou rodinu a svého přítele Liliho.

## Obsazení
| Philippe Caubère   | Joseph Pagnol                               |
| Nathalie Roussel   | Augustine Pagnol                            |
| Julien Ciamaca     | Marcel Pagnol                               |
| Victorien Delamare | Paul Pagnol                                 |
| Didier Pain        | strýc Jules                                 |
| Thérèse Liotard    | teta Rose                                   |
| Joris Molinas      | Lili des Bellons                            |
| Paul Crauchet      | Edmond des Papillons                        |
| Pierre Maguelon    | François, otec Lili                         |
| Jean Carmet        | opilý strážný                               |
| Philippe Uchan     | Bouzigue                                    |
| Jean Rochefort     | Adolphe Cassignol, alias Loïs de Montmajour |
| Michel Modo        | listonoš                                    |
| Georges Wilson     | plukovník                                   |
| Patrick Préjean    | Dominique, zahradník                        |
| Julie Timmerman    | Isabelle Cassignol                          |
| Ticky Holgado      | Binucci                                     |
| Jean-Marie Juan    | Fenestrelle                                 |
| Josy Andrieu       | žena ředitele školy                         |
| René Loyon         | pan Besson                                  |
| Jean-Pierre Darras | hlas vypravěče (Marcel Pagnol v dospělosti) |

## Ocenění
- César: nominace v kategoriích nejlepší herečka ve vedlejší roli (Thérèse Liotard), nejslibnější herec (Philippe Uchan), nejlepší kostýmy (Agnès Nègre), nejlepší filmová hudba (Vladimir Cosma)
- Chicago Film Critics Association: nominace na nejlepší cizojazyčný film